# Мезовелии
Мезовелии (лат. Mesoveliidae) — семейство насекомых из отряда полужесткокрылых, единственный представитель надсемейства Mesovelioidea.

## Описание
Клопы мелких размеров, в длину достигающих всего 5 мм. Коготки расположены на вершине лапок. Тазики задней пары ног, большие и конусовидные.

## Экология
Обитают преимущественно в стоячих водоёмах (прудах и озёрах), иногда в лесах в подстилке и влажном мху, а также в воде просачивающейся на поверхности скал и пещерных водоёмах. Питаются водными личинками двукрылых, в том числе относящихся к гнусу. Зимуют на стадии яйца.

## Классификация
В современной фауне насчитывается 12 родов и 46 видов. Разделяется на два подсемейства Mesoveliinae и Madeoveliinae.
- Austrovelia Malipatil and Monteith, 1983
- Cavaticovelia Andersen and J. Polhemus, 1980
- Cryptovelia Andersen and J. Polhemus, 1980
- Darwinivelia Andersen and J. Polhemus, 1980
- Madeovelia Poisson, 1959
- Mesovelia Mulsant & Rey, 1852
- Mesoveloidea Hungerford, 1929
- Mniovelia Andersen and J. Polhemus, 1980
- Nereivelia J. Polhemus and D. Polhemus, 1989
- Phrynovelia Horváth, 1915
- Seychellovelia Andersen and D. Polhemus, 2003
- Speovelia Esaki, 1929

## Палеонтология
Древнейшие представители обнаружены в отложениях ранней юры в Европе и Средней Азии.

## Распространение
Семейство имеет всесветное распространение. Центрами видового богатства являются Неотропика (15 видов) и Австралия (13 видов).